# Austria all'Eurovision Song Contest
L'Austria ha partecipato all'Eurovision Song Contest per la prima volta nel 1957, riuscendo a conquistare la vittoria in tre occasioni: nel 1966, con Udo Jürgens e il brano  Merci Chérie, nel 2014 con Conchita Wurst e il brano Rise like a Phoenix e  nel 2025 con  JJ e il brano Wasted Love. Si è classificata per nove volte all'ultimo posto.
Le prime partecipazioni nel nuovo millennio dell'Austria sono state caratterizzate da canzoni piuttosto particolari che si discostano dallo stile pop tipico dell'evento. Nell'edizione 2003 il cantante comico Alf Poier ha cantato Weil Der Mensch Zählt, una canzone che parla di una fattoria di animali, che conquista il sesto posto. Nell'edizione 2004 è stata rappresentata dalla boyband Tie Break (ultima finale per il Paese alpino fino al 2011), mentre nell'2005 è rappresentata dalla folk band Global Kryner che ha presentato una canzone in un improbabile mix latino-tirolese, Y así, che finisce 21ª in semifinale. Proprio per questo pessimo risultato, l'ORF ha deciso di non partecipare all'edizione del 2006 adducendo come motivazione la scarsa valorizzazione della musica austriaca nella manifestazione ma soprattutto un sistema di voto che non rispecchierebbe i valori musicali; nonostante ciò trasmise lo stesso la kermesse. Dopo la deludente partecipazione nel 2007, annunciò il ritiro per il 2008 con le stesse motivazioni di due anni prima, ma l'ORF garantì comunque la messa in onda. Non così per il 2009, quando essa trasmise solo i voti per verificare l'equità del nuovo sistema, mentre nel 2010 l'evento non è stato trasmesso.
Nel 2011 l'ORF ha deciso di tornare all'Eurovision, mandando Nadine Beiler che ha vinto la selezione nazionale; arrivata in finale, raggiunge il 18º posto. Nel 2012, la selezione premia il duo rap dell'Alta Austria Trackshittaz (già secondo l'anno prima) che ha la meglio su Conchita Wurst: il brano non supera la semifinale. All'Eurovision Song Contest 2013, viene rappresentata da Natália Kelly che però non riesce a raggiungere la finale. Nell'edizione del 2014, raggiunge il secondo successo dopo 48 anni dalla prima vittoria, con Conchita Wurst, scelta internamente, che ottiene 290 punti dalle varie nazioni. Nell'edizione casalinga, non ottiene alcun punto.
Seguono poi altri sei arrivi in finale: Zoë con il brano in francese Loin d'ici, Nathan Trent con Running on Air, Cesár Sampson con Nobody but You che conquista il terzo posto, Teya & Salena con Who the Hell Is Edgar?, Kaleen con We Will Rave e, infine, JJ con Wasted Love, che conquista la vittoria nel 2025.

## Partecipazioni
- Primo posto
- Secondo posto
- Terzo posto
- Ultimo posto

| Anno                                    | Artista               | Canzone                             | Lingua               | Posizione           | Posizione           | Posizione                | Posizione                |
| Anno                                    | Artista               | Canzone                             | Lingua               | Finale              | Punti               | Semi                     | Punti                    |
| --------------------------------------- | --------------------- | ----------------------------------- | -------------------- | ------------------- | ------------------- | ------------------------ | ------------------------ |
| 1957                                    | Bob Martin            | Wohin, kleines Pony?                | Tedesco              | 10º                 | 3                   | Niente semifinali        | Niente semifinali        |
| 1958                                    | Liane Augustin        | Die ganze Welt braucht Liebe        | Tedesco              | 5º                  | 8                   | Niente semifinali        | Niente semifinali        |
| 1959                                    | Ferry Graf            | Der K und K Kalypso aus Wien        | Tedesco              | 9º                  | 4                   | Niente semifinali        | Niente semifinali        |
| 1960                                    | Harry Winter          | Du hast mich so fasziniert          | Tedesco              | 7º                  | 6                   | Niente semifinali        | Niente semifinali        |
| 1961                                    | Jimmy Makulis         | Sehnsucht                           | Tedesco              | 15º                 | 1                   | Niente semifinali        | Niente semifinali        |
| 1962                                    | Eleonore Schwarz      | Nur in der Wiener Luft              | Tedesco              | 13º                 | 0                   | Niente semifinali        | Niente semifinali        |
| 1963                                    | Carmela Corren        | Vielleicht geschieht ein Wunder     | Tedesco, inglese     | 7º                  | 16                  | Niente semifinali        | Niente semifinali        |
| 1964                                    | Udo Jürgens           | Warum nur, warum?                   | Tedesco              | 6º                  | 11                  | Niente semifinali        | Niente semifinali        |
| 1965                                    | Udo Jürgens           | Sag ihr, ich laß sie grüßen         | Tedesco              | 4º                  | 16                  | Niente semifinali        | Niente semifinali        |
| 1966                                    | Udo Jürgens           | Merci, Chérie                       | Tedesco, francese    | 1º                  | 31                  | Niente semifinali        | Niente semifinali        |
| 1967                                    | Peter Horten          | Warum es hunderttausend Sterne gibt | Tedesco              | 14º                 | 2                   | Niente semifinali        | Niente semifinali        |
| 1968                                    | Karel Gott            | Tausend Fenster                     | Tedesco              | 13º                 | 2                   | Niente semifinali        | Niente semifinali        |
| Nessuna partecipazione dal 1969 al 1970 |                       |                                     |                      |                     |                     | Niente semifinali        | Niente semifinali        |
| 1971                                    | Marianne Mendt        | Musik                               | Viennese             | 16º                 | 66                  | Niente semifinali        | Niente semifinali        |
| 1972                                    | The Milestones        | Falter im Wind                      | Tedesco              | 5º                  | 100                 | Niente semifinali        | Niente semifinali        |
| Nessuna partecipazione dal 1973 al 1975 |                       |                                     |                      |                     |                     | Niente semifinali        | Niente semifinali        |
| 1976                                    | Waterloo & Robinson   | My Little World                     | Inglese              | 5º                  | 80                  | Niente semifinali        | Niente semifinali        |
| 1977                                    | Schmetterlinge        | Boom Boom Boomerang                 | Tedesco, inglese     | 17º                 | 11                  | Niente semifinali        | Niente semifinali        |
| 1978                                    | Springtime            | Mrs. Caroline Robinson              | Tedesco              | 15º                 | 14                  | Niente semifinali        | Niente semifinali        |
| 1979                                    | Christina Simon       | Heute in Jerusalem                  | Tedesco              | 18º                 | 5                   | Niente semifinali        | Niente semifinali        |
| 1980                                    | Blue Danube           | Du bist Musik                       | Tedesco              | 8º                  | 64                  | Niente semifinali        | Niente semifinali        |
| 1981                                    | Marty Brem            | Wenn du da bist                     | Tedesco              | 17º                 | 20                  | Niente semifinali        | Niente semifinali        |
| 1982                                    | Mess                  | Sonntag                             | Tedesco              | 9º                  | 57                  | Niente semifinali        | Niente semifinali        |
| 1983                                    | Westend               | Hurricane                           | Tedesco              | 9º                  | 53                  | Niente semifinali        | Niente semifinali        |
| 1984                                    | Anita                 | Einfach weg                         | Tedesco              | 19º                 | 5                   | Niente semifinali        | Niente semifinali        |
| 1985                                    | Gary Lux              | Kinder dieser Welt                  | Tedesco              | 8º                  | 60                  | Niente semifinali        | Niente semifinali        |
| 1986                                    | Timna Brauer          | Die Zeit ist einsam                 | Tedesco              | 18º                 | 12                  | Niente semifinali        | Niente semifinali        |
| 1987                                    | Gary Lux              | Nur noch Gefühl                     | Tedesco              | 20º                 | 8                   | Niente semifinali        | Niente semifinali        |
| 1988                                    | Wilfried              | Lisa, Mona Lisa                     | Tedesco              | 21º                 | 0                   | Niente semifinali        | Niente semifinali        |
| 1989                                    | Thomas Forstner       | Nur ein Lied                        | Tedesco              | 5º                  | 97                  | Niente semifinali        | Niente semifinali        |
| 1990                                    | Simone                | Keine Mauern mehr                   | Tedesco              | 10º                 | 58                  | Niente semifinali        | Niente semifinali        |
| 1991                                    | Thomas Forstner       | Venedig im Regen                    | Tedesco              | 22º                 | 0                   | Niente semifinali        | Niente semifinali        |
| 1992                                    | Tony Wegas            | Zusammen geh'n                      | Tedesco              | 10º                 | 63                  | Niente semifinali        | Niente semifinali        |
| 1993                                    | Tony Wegas            | Maria Magdalena                     | Tedesco              | 14º                 | 32                  | Niente semifinali        | Niente semifinali        |
| 1994                                    | Petra Frey            | Für den Frieden der Welt            | Tedesco              | 17º                 | 19                  | Niente semifinali        | Niente semifinali        |
| 1995                                    | Stella Jones          | Die Welt dreht sich verkehrt        | Tedesco              | 13º                 | 67                  | Niente semifinali        | Niente semifinali        |
| 1996                                    | George Nußbaumer      | Weil's dr guat got                  | Alto alemanno        | 10º                 | 68                  | 6º                       | 80                       |
| 1997                                    | Bettina Soriat        | One Step                            | Tedesco              | 21º                 | 12                  | Niente semifinali        | Niente semifinali        |
| Nessuna partecipazione nel 1998         |                       |                                     |                      |                     |                     | Niente semifinali        | Niente semifinali        |
| 1999                                    | Bobbie Singer         | Reflection                          | Inglese              | 10º                 | 65                  | Niente semifinali        | Niente semifinali        |
| 2000                                    | The Rounder Girls     | All to You                          | Inglese              | 14º                 | 34                  | Niente semifinali        | Niente semifinali        |
| Nessuna partecipazione nel 2001         |                       |                                     |                      |                     |                     | Niente semifinali        | Niente semifinali        |
| 2002                                    | Manuel Ortega         | Say a Word                          | Inglese              | 18º                 | 26                  | Niente semifinali        | Niente semifinali        |
| 2003                                    | Alf Poier             | Weil der Mensch zählt               | Bavarese meridionale | 6º                  | 101                 | Niente semifinali        | Niente semifinali        |
| 2004                                    | Tie Break             | Du bist                             | Tedesco              | 21º                 | 9                   | Top 10 l'anno precedente | Top 10 l'anno precedente |
| 2005                                    | Global Kryner         | Y así                               | Inglese, spagnolo    | Non qualificata     | Non qualificata     | 21º                      | 30                       |
| Nessuna partecipazione nel 2006         |                       |                                     |                      |                     |                     |                          |                          |
| 2007                                    | Eric Papilaya         | Get a Life – Get Alive              | Inglese              | Non qualificata     | Non qualificata     | 27º                      | 4                        |
| Nessuna partecipazione dal 2008 al 2010 |                       |                                     |                      |                     |                     |                          |                          |
| 2011                                    | Nadine Beiler         | The Secret Is Love                  | Inglese              | 18º                 | 64                  | 7º                       | 69                       |
| 2012                                    | Trackshittaz          | Woki mit deim Popo                  | Bavarese centrale    | Non qualificata     | Non qualificata     | 18º                      | 8                        |
| 2013                                    | Natália Kelly         | Shine                               | Inglese              | Non qualificata     | Non qualificata     | 14º                      | 27                       |
| 2014                                    | Conchita Wurst        | Rise like a Phoenix                 | Inglese              | 1º                  | 290                 | 1º                       | 169                      |
| 2015                                    | The Makemakes         | I Am Yours                          | Inglese              | 26º                 | 0                   | Paese ospitante          | Paese ospitante          |
| 2016                                    | Zoë                   | Loin d'ici                          | Francese             | 13º                 | 151                 | 7º                       | 170                      |
| 2017                                    | Nathan Trent          | Running on Air                      | Inglese              | 16º                 | 93                  | 7º                       | 147                      |
| 2018                                    | Cesár Sampson         | Nobody but You                      | Inglese              | 3º                  | 342                 | 4º                       | 231                      |
| 2019                                    | Pænda                 | Limits                              | Inglese              | Non qualificata     | Non qualificata     | 17º                      | 21                       |
| 2020                                    | Vincent Bueno         | Alive                               | Inglese              | Edizione cancellata | Edizione cancellata | Edizione cancellata      | Edizione cancellata      |
| 2021                                    | Vincent Bueno         | Amen                                | Inglese              | Non qualificata     | Non qualificata     | 12º                      | 66                       |
| 2022                                    | Lum!x feat. Pia Maria | Halo                                | Inglese              | Non qualificata     | Non qualificata     | 15º                      | 42                       |
| 2023                                    | Teya & Salena         | Who the Hell Is Edgar?              | Inglese              | 15º                 | 120                 | 2º                       | 137                      |
| 2024                                    | Kaleen                | We Will Rave                        | Inglese              | 24º                 | 24                  | 9º                       | 46                       |
| 2025                                    | JJ                    | Wasted Love                         | Inglese              | 1º                  | 436                 | 5º                       | 104                      |
| 2026                                    |                       |                                     |                      |                     |                     | Paese ospitante          | Paese ospitante          |

Note
1. ↑  Dal 2004 al 2007 le nazioni della top ten della finale (esclusi i Big Four) accedevano di diritto alla finale dell'edizione successiva
2. ↑  Nel 2015, Austria e Germania hanno totalizzato entrambe 0 punti ciascuna nella finale; tuttavia l'Austria si è classificata davanti rispetto alla Germania a causa della procedura di spareggio che secondo le regole favorisce la canzone eseguita prima nell'ordine di esibizione. Pertanto l'Austria è effettivamente arrivata penultima.
3. ↑  L'Eurovision Song Contest 2020 è stato cancellato a causa della pandemia di COVID-19 del 2019-2021

## Statistiche di voto
Fino al 2025, le statistiche di voto dell'Austria sono:
| # | Stato       | Punti |
| - | ----------- | ----- |
| 1 | Regno Unito | 216   |
| 2 | Svezia      | 213   |
| 3 | Svizzera    | 188   |
| 4 | Italia      | 183   |
| 5 | Francia     | 179   |

| # | Stato       | Punti |
| - | ----------- | ----- |
| 1 | Belgio      | 148   |
| 2 | Regno Unito | 134   |
| 3 | Irlanda     | 119   |
| 4 | Germania    | 119   |
| 5 | Svezia      | 113   |

| # | Stato       | Punti |
| - | ----------- | ----- |
| 1 | Svizzera    | 270   |
| 2 | Svezia      | 236   |
| 3 | Paesi Bassi | 230   |
| 4 | Irlanda     | 219   |
| 5 | Regno Unito | 216   |

| # | Stato       | Punti |
| - | ----------- | ----- |
| 1 | Belgio      | 186   |
| 2 | Svizzera    | 175   |
| 3 | Irlanda     | 168   |
| 4 | Regno Unito | 164   |
| 5 | Danimarca   | 154   |

## Altri premi ricevuti

### Marcel Bezençon Award
I Marcel Bezençon Awards sono stati assegnati per la prima volta durante l'Eurovision Song Contest 2002 a Tallinn, in Estonia, in onore delle migliori canzoni in competizione nella finale. Fondato da Christer Björkman (rappresentante della Svezia nell'Eurovision Song Contest del 1992 e capo della delegazione per la Svezia fino al 2021) e Richard Herrey (membro del gruppo Herreys e vincitore dalla Svezia nell'Eurovision Song Contest 1984), i premi prendono il nome del creatore del concorso, Marcel Bezençon.
I premi sono suddivisi in 3 categorie:
- Press Award: Per la miglior voce che viene votata dalla stampa durante l'evento.
- Artistic Award: Per il miglior artista, votato fino al 2009 dai vincitori delle scorse edizioni. A partire dal 2010 viene votato dai commentatori.
- Composer Award: Per la miglior composizione musicale che viene votata da una giuria di compositori.

| Anno | Categoria   | Artista        | Canzone             | Compositore                                             |
| ---- | ----------- | -------------- | ------------------- | ------------------------------------------------------- |
| 2014 | Press Award | Conchita Wurst | Rise like a Phoenix | Charlie Mason, Joey Patulka, Ali Zuckowski, Julian Maas |

## Città ospitanti
| Anno | Città  | Luogo                               | Presentatori                                                            |
| ---- | ------ | ----------------------------------- | ----------------------------------------------------------------------- |
| 1967 | Vienna | Grosser Festsaal Der Wiener Hofburg | Erika Vaal                                                              |
| 2015 | Vienna | Wiener Stadthalle                   | Mirjam Weichselbraun, Alice Tumler, Arabella Kiesbauer e Conchita Wurst |
| 2026 | Vienna |                                     |                                                                         |

## Trasmissione dell'evento
L'ORF, in quanto membro rappresentativo dell'Unione europea di radiodiffusione per l'Austria, ha i diritti di trasmissione dell'evento:
| Anno | Commentatori                                                 | Commentatori                                         | Trasmissione                                         | Trasmissione                                         | Portavoce                                            |
| Anno | Semifinali                                                   | Finale                                               | Semifinali                                           | Finale                                               | Portavoce                                            |
| ---- | ------------------------------------------------------------ | ---------------------------------------------------- | ---------------------------------------------------- | ---------------------------------------------------- | ---------------------------------------------------- |
| 1956 | Nessuna semifinale                                           | Sconosciuto                                          | Nessuna semifinale                                   | ORF                                                  | Non presente                                         |
| 1957 | Nessuna semifinale                                           | Sconosciuto                                          | Nessuna semifinale                                   | ORF                                                  | Sconosciuto                                          |
| 1958 | Nessuna semifinale                                           | Sconosciuto                                          | Nessuna semifinale                                   | ORF                                                  | Sconosciuto                                          |
| 1959 | Nessuna semifinale                                           | Sconosciuto                                          | Nessuna semifinale                                   | ORF                                                  | Sconosciuto                                          |
| 1960 | Nessuna semifinale                                           | Sconosciuto                                          | Nessuna semifinale                                   | ORF                                                  | Sconosciuto                                          |
| 1961 | Nessuna semifinale                                           | Sconosciuto                                          | Nessuna semifinale                                   | ORF                                                  | Sconosciuto                                          |
| 1962 | Nessuna semifinale                                           | Sconosciuto                                          | Nessuna semifinale                                   | ORF                                                  | Sconosciuto                                          |
| 1963 | Nessuna semifinale                                           | Hanns Joachim Friedrichs                             | Nessuna semifinale                                   | ORF                                                  | Sconosciuto                                          |
| 1964 | Nessuna semifinale                                           | Sconosciuto                                          | Nessuna semifinale                                   | ORF                                                  | Sconosciuto                                          |
| 1965 | Nessuna semifinale                                           | Sconosciuto                                          | Nessuna semifinale                                   | ORF                                                  | Sconosciuto                                          |
| 1966 | Nessuna semifinale                                           | Hans-Joachim Rauschenbach                            | Nessuna semifinale                                   | ORF                                                  | Sconosciuto                                          |
| 1967 | Nessuna semifinale                                           | Emil Kollpacher                                      | Nessuna semifinale                                   | FS1                                                  | Sconosciuto                                          |
| 1968 | Nessuna semifinale                                           | Sconosciuto                                          | Nessuna semifinale                                   | FS1                                                  | Sconosciuto                                          |
| 1969 | Nessuna semifinale                                           | Sconosciuto                                          | Nessuna semifinale                                   | FS1                                                  | Non partecipante                                     |
| 1970 | Nessuna semifinale                                           | Ernst Grissemann                                     | Nessuna semifinale                                   | FS1                                                  | Non partecipante                                     |
| 1971 | Nessuna semifinale                                           | Ernst Grissemann                                     | Nessuna semifinale                                   | FS1                                                  | Non presente                                         |
| 1972 | Nessuna semifinale                                           | Ernst Grissemann                                     | Nessuna semifinale                                   | FS2                                                  | Non presente                                         |
| 1973 | Nessuna semifinale                                           | Ernst Grissemann                                     | Nessuna semifinale                                   | FS2                                                  | Non partecipante                                     |
| 1974 | Nessuna semifinale                                           | Ernst Grissemann                                     | Nessuna semifinale                                   | FS2                                                  | Non partecipante                                     |
| 1975 | Nessuna semifinale                                           | Ernst Grissemann                                     | Nessuna semifinale                                   | FS2                                                  | Non partecipante                                     |
| 1976 | Nessuna semifinale                                           | Ernst Grissemann                                     | Nessuna semifinale                                   | FS2                                                  | Sconosciuto                                          |
| 1977 | Nessuna semifinale                                           | Ernst Grissemann                                     | Nessuna semifinale                                   | FS1                                                  | Sconosciuto                                          |
| 1978 | Nessuna semifinale                                           | Ernst Grissemann                                     | Nessuna semifinale                                   | FS2                                                  | Sconosciuto                                          |
| 1979 | Nessuna semifinale                                           | Ernst Grissemann                                     | Nessuna semifinale                                   | FS1                                                  | Sconosciuto                                          |
| 1980 | Nessuna semifinale                                           | Ernst Grissemann                                     | Nessuna semifinale                                   | FS2                                                  | Sconosciuto                                          |
| 1981 | Nessuna semifinale                                           | Ernst Grissemann                                     | Nessuna semifinale                                   | FS2                                                  | Sconosciuto                                          |
| 1982 | Nessuna semifinale                                           | Ernst Grissemann                                     | Nessuna semifinale                                   | FS2                                                  | Sconosciuto                                          |
| 1983 | Nessuna semifinale                                           | Ernst Grissemann                                     | Nessuna semifinale                                   | FS2                                                  | Sconosciuto                                          |
| 1984 | Nessuna semifinale                                           | Ernst Grissemann                                     | Nessuna semifinale                                   | FS2                                                  | Sconosciuto                                          |
| 1985 | Nessuna semifinale                                           | Ernst Grissemann                                     | Nessuna semifinale                                   | FS1                                                  | Sconosciuto                                          |
| 1986 | Nessuna semifinale                                           | Ernst Grissemann                                     | Nessuna semifinale                                   | FS1                                                  | Sconosciuto                                          |
| 1987 | Nessuna semifinale                                           | Ernst Grissemann                                     | Nessuna semifinale                                   | FS1                                                  | Sconosciuto                                          |
| 1988 | Nessuna semifinale                                           | Ernst Grissemann                                     | Nessuna semifinale                                   | FS1                                                  | Sconosciuto                                          |
| 1989 | Nessuna semifinale                                           | Ernst Grissemann                                     | Nessuna semifinale                                   | FS1                                                  | Sconosciuto                                          |
| 1990 | Nessuna semifinale                                           | Barbara Stöckl                                       | Nessuna semifinale                                   | FS1                                                  | Sconosciuto                                          |
| 1991 | Nessuna semifinale                                           | Sconosciuto                                          | Nessuna semifinale                                   | FS1                                                  | Sconosciuto                                          |
| 1992 | Nessuna semifinale                                           | Ernst Grissemann                                     | Nessuna semifinale                                   | FS1                                                  | Sconosciuto                                          |
| 1993 | Nessuna semifinale                                           | Ernst Grissemann                                     | Nessuna semifinale                                   | ORF 1                                                | Sconosciuto                                          |
| 1994 | Nessuna semifinale                                           | Ernst Grissemann                                     | Nessuna semifinale                                   | ORF 1                                                | Tilia Herold                                         |
| 1995 | Nessuna semifinale                                           | Ernst Grissemann Stermann & Grissemann               | Nessuna semifinale                                   | ORF 1                                                | Tilia Herold                                         |
| 1996 | Nessuna semifinale                                           | Ernst Grissemann Stermann & Grissemann               | Nessuna semifinale                                   | ORF 1                                                | Martina Rupp                                         |
| 1997 | Nessuna semifinale                                           | Ernst Grissemann Stermann & Grissemann               | Nessuna semifinale                                   | ORF 1                                                | Adriana Zartl                                        |
| 1998 | Nessuna semifinale                                           | Ernst Grissemann Stermann & Grissemann               | Nessuna semifinale                                   | ORF 1                                                | Non partecipante                                     |
| 1999 | Nessuna semifinale                                           | Andi Knoll Stermann & Grissemann                     | Nessuna semifinale                                   | ORF 1                                                | Dodo Roscic                                          |
| 2000 | Nessuna semifinale                                           | Andi Knoll Stermann & Grissemann                     | Nessuna semifinale                                   | ORF 1                                                | Dodo Roscic                                          |
| 2001 | Nessuna semifinale                                           | Andi Knoll Stermann & Grissemann                     | Nessuna semifinale                                   | ORF 1                                                | Non partecipante                                     |
| 2002 | Nessuna semifinale                                           | Andi Knoll Stermann & Grissemann                     | Nessuna semifinale                                   | ORF 1                                                | Dodo Roscic                                          |
| 2003 | Nessuna semifinale                                           | Andi Knoll                                           | Nessuna semifinale                                   | ORF 1                                                | Dodo Roscic                                          |
| 2004 | Andi Knoll                                                   | Andi Knoll                                           | ORF 1                                                | ORF 1                                                | Dodo Roscic                                          |
| 2005 | Andi Knoll                                                   | Andi Knoll                                           | ORF 1                                                | ORF 1                                                | Dodo Roscic                                          |
| 2006 | Nessuna trasmissione                                         | Andi Knoll                                           | Nessuna trasmissione                                 | ORF 1                                                | Non partecipante                                     |
| 2007 | Andi Knoll                                                   | Andi Knoll                                           | ORF 1                                                | ORF 1                                                | Eva Pölzl                                            |
| 2008 | Nessuna trasmissione                                         | Andi Knoll                                           | Nessuna trasmissione                                 | ORF 1                                                | Non partecipante                                     |
| 2009 | Benny Hörtnagl                                               | Benny Hörtnagl                                       | ORF 1                                                | ORF 1                                                | Non partecipante                                     |
| 2010 | Nessuna trasmissione                                         | Nessuna trasmissione                                 | Nessuna trasmissione                                 | Nessuna trasmissione                                 | Non partecipante                                     |
| 2011 | Andi Knoll                                                   | Andi Knoll                                           | ORF eins                                             | ORF eins                                             | Kati Bellowitsch                                     |
| 2011 | Martin Blumenau Benny Hörtnagl                               |                                                      | ORF eins                                             | ORF eins                                             | Kati Bellowitsch                                     |
| 2012 | Andi Knoll Stermann & Grissemann Lukas Plöchl                | Andi Knoll Stermann & Grissemann Lukas Plöchl        | ORF eins                                             | ORF eins                                             | Kati Bellowitsch                                     |
| 2013 | Andi Knoll                                                   | Andi Knoll                                           | ORF eins                                             | ORF eins                                             | Kati Bellowitsch                                     |
| 2014 | Andi Knoll                                                   | Andi Knoll                                           | ORF eins                                             | ORF eins                                             | Kati Bellowitsch                                     |
| 2015 | Andi Knoll                                                   | Andi Knoll                                           | ORF eins                                             | ORF eins                                             | Kati Bellowitsch                                     |
| 2016 | Andi Knoll                                                   | Andi Knoll                                           | ORF eins                                             | ORF eins                                             | Kati Bellowitsch                                     |
| 2017 | Andi Knoll                                                   | Andi Knoll                                           | ORF eins                                             | ORF eins                                             | Kristina Inhof                                       |
| 2018 | Andi Knoll                                                   | Andi Knoll                                           | ORF eins                                             | ORF eins                                             | Kati Bellowitsch                                     |
| 2019 | Andi Knoll                                                   | Andi Knoll                                           | ORF eins                                             | ORF eins                                             | Philipp Hansa                                        |
| 2020 | Evento cancellato a causa della pandemia di COVID-19         | Evento cancellato a causa della pandemia di COVID-19 | Evento cancellato a causa della pandemia di COVID-19 | Evento cancellato a causa della pandemia di COVID-19 | Evento cancellato a causa della pandemia di COVID-19 |
| 2021 | Andi Knoll                                                   | Andi Knoll                                           | ORF 1                                                | ORF 1                                                | Philipp Hansa                                        |
| 2022 | Andi Knoll                                                   | Andi Knoll                                           | ORF 1                                                | ORF 1 FM4                                            | Philipp Hansa                                        |
| 2022 | Kurdwin Ayub Florian Alexander Hannes Duscher Roland Gratzer |                                                      | ORF 1                                                | ORF 1 FM4                                            | Philipp Hansa                                        |
| 2023 | Andi Knoll                                                   | Andi Knoll                                           | ORF 1                                                | ORF 1 FM4                                            | Philipp Hansa                                        |
| 2023 | Jan Böhmermann Olli Schulz                                   |                                                      | ORF 1                                                | ORF 1 FM4                                            | Philipp Hansa                                        |
| 2024 | Andi Knoll                                                   | Andi Knoll                                           | ORF 1                                                | ORF 1 FM4                                            | Philipp Hansa                                        |
| 2024 | Jan Böhmermann Olli Schulz                                   |                                                      | ORF 1                                                | ORF 1 FM4                                            | Philipp Hansa                                        |
| 2025 | Andi Knoll                                                   | Andi Knoll                                           | ORF 1                                                | ORF 1 FM4                                            | Philipp Hansa                                        |
| 2025 | Jan Böhmermann Olli Schulz                                   |                                                      | ORF 1                                                | ORF 1 FM4                                            | Philipp Hansa                                        |

Note:
1. 1 2 3 4 5 6 7  Solo per la trasmissione televisiva.
2. 1 2 3 4 5 6 7  Solo per la trasmissione radiofonica.
3. 1 2 3  Solo per la finale.